# Сухая попа
Всенародная акция «Сухая попа» — всероссийская ежегодная благотворительная кампания по сбору одноразовых подгузников и средств индивидуальной гигиены для детей, содержащихся в домах ребёнка, больницах, домах инвалидов.
Кроме непосредственной помощи детям, кампания также призвана привлечь внимание общественности и чиновников государственных органов к проблеме отсутствия необходимых средств гигиены в детских учреждениях: домах ребёнка, детских домах, больницах, где находятся дети-сироты и дети, оставшиеся без попечения родителей.
Инициирована в 2005 году в Москве группой негосударственных благотворительных организаций, участников Благотворительного собрания «Все вместе»:
- Благотворительный фонд помощи детям «ДетскиеДомики» «ДетскиеДомики»
- Благотворительный общественный фонд «Детские сердца»
- Благотворительный фонд помощи детям-сиротам «Здесь и сейчас»
- Реабилитационный художественный центр «Дети Марии»
- Благотворительный фонд «Созидание»

В 2006 году к акции присоединились Санкт-Петербург, Барнаул, Владивосток, Зеленоград, Ижевск, Королёв, Новосибирск, Челябинск. С тех пор Всенародная акция «Сухая попа» проводится ежегодно в десятках регионов России от Калининграда до Владивостока.
Кроме сбора одноразовых подгузников для обездоленных малышей, организаторы неоднократно проводили сбор подписей под обращениями к властям с требованием обеспечить целевое финансирование и закупку детских подгузников для государственных детских учреждений и больниц. По состоянию на 2010 год государственными органами проблема так и не была решена.
Организаторы Всенародной акции «Сухая попа» заявляют:

 «Акция будет продолжаться до тех пор, пока на государственном уровне не будет обеспечен переход на цивилизованное решение проблемы „мокрых пелёнок“ в домах ребёнка и детских домах».

## Предыстория возникновения кампании
Идея собирать подгузники для малышей из домов ребёнка возникла в 1998 году, когда художница Мария Елисеева вместе со своим мужем и с детьми из художественного реабилитационного центра «Дети Марии», директором которого является Мария Леонидовна, начали ездить в Дом ребёнка в подмосковную Малаховку. Волонтёров поразило состояние кожи у детей, которым застиранные марлевые пелёнки меняли лишь два раза в день. «Мы увидели, что детские попы в совершенно жутком состоянии. На некоторых даже нет кожи!», — рассказывала Мария Елисеева. С тех пор каждое воскресенье, посещая Дом ребёнка, они стали привозить с собой подгузники, называя переодевания детей «Праздниками сухой попы».

## Всероссийская ежегодная кампания «Сухая попа»
Мы народ. Мы отвечаем за своих маленьких
В 2005 году Благотворительное собрание «Все вместе», объединяющее более 20 московских негосударственных благотворительных организаций, запустило проект «Сухая попа». Идею провести всенародную акцию придумали подруги и коллеги по благотворительной деятельности Екатерина Бермант, директор фонда «Детские сердца», глава Благотворительного собрания «Все вместе» и Татьяна Тульчинская, директор благотворительного фонда «Здесь и сейчас», а Мария Елисеева подсказала задорное название для акции. (Впоследствии Екатерина Бермант так активно продвигала идею акции, что за ней утвердилось прозвище «Катя Сухая Попа»). Организаторами акции стали три благотворительных фонда: «Здесь и сейчас», «Детские сердца», «Созидание», и художественный реабилитационный центр «Дети Марии».
Первая акция «Сухая попа» состоялась в Москве с 19 по 30 сентября 2005 года. В разных районах города было открыто четыре пункта приёма подгузников, дружественные коммерческие организации предоставили транспорт, помещения для складирования собранных предметов детской гигиены, множество людей откликнулись на призыв организаторов и приняли участие в акции.
30 сентября 2005 года состоялось финальное мероприятие акции — праздничный вечер в столичном клубе «Гоголь», входным билетом на который служила пачка подгузников.
В результате первой акции было собрано более 1500 упаковок детских одноразовых подгузников, которые были переданы в дома ребёнка и больницы. Помимо этого организаторы собирали подписи под обращением к Государственной думе с просьбой предусмотреть в федеральном бюджете целевое финансирование на закупку подгузников для государственных детских учреждений, чтобы решить проблему мокрых пелёнок раз и навсегда, на государственном уровне.

«Эта статья расходов не потребует больших дополнительных средств, — говорилось в обращении. — Сейчас проблема мокрых пелёнок всё равно существует и приводит к расходам: вода, электричество, стиральные порошки, труд прачки и нянечки, пелёнки, марля, средства от раздражения на коже младенцев».— Из обращения в Государственную думу РФ
Под обращением было собрано более 400 подписей. Ответа от Государственной думы не последовало.
Весной 2006 года очередная акция «Сухая попа» проводилась не только в Москве, но и во многих других городах России — Санкт-Петербурге, Барнауле, Владивостоке, Зеленограде, Ижевске, Королёве, Новосибирске, Челябинске. Только в Москве было организовано семь пунктов приёма памперсов, интернет-портал «Яндекс» бесплатно разместил на своих страницах баннеры акции и за две недели сайт www.drypopa.ru посетили 70 тысяч человек.
Организаторы вновь обратились к властям, на этот раз было направлено письмо на имя Михаила Зурабова, занимавшего на тот момент пост министра здравоохранения и социального развития РФ. Под обращением было собрано 1425 подписей.

«В сентябре 2005 года в Москве и Московской области проводилась акция по сбору подгузников „Сухая попа“. Мы собирали не только подгузники для детских домов, домов ребёнка и больниц, где лежат дети-сироты, но и подписи под обращением в Государственную Думу РФ.

В этом письме мы обращали внимание законодателей на недопустимое для цивилизованного государства положение с одноразовыми подгузниками в сиротских учреждениях. Было собрано более четырехсот подписей. К сожалению, наше обращение было оставлено без внимания, и мы снова вынуждены собирать подгузники и писать письма».— Из обращения к Министру здравоохранения РФ
Полтора месяца спустя, в конце июля 2006 года из Министерства здравоохранения пришёл ответ, адресован он был «Всенародной акции „Сухая попка“» (через букву «к»). Федеральное министерство отказалось принимать какие-либо решения по проблеме мокрых пелёнок в детских учреждениях, сославшись на то, что финансирование и обеспечение детей в домах ребёнка находится в компетенции субъектов Федерации и местных органов власти.

Организаторы кампании заявили, что акция «Сухая попа» будут продолжена: «Мы будем проводить её до тех пор, пока всех детей во всех домах малютки не обеспечим подгузниками».
2007 год был объявлен организаторами «Годом сухой попы». С тех пор ежегодные акции «Сухая попа» проводятся более чем в 30 регионах России. Проблема, затронутая акцией, оказалась актуальной не только в России, с 2007 года акции «Сухая попа» ежегодно проводятся ещё и в украинском городе Севастополе.

## Города участники акции «Сухая попа»
Москва,
Санкт-Петербург,
Архангельск,
Барнаул,
Владивосток,
Владимир,
Вологда,
Зеленоград,
Ижевск,
Иркутск,
Казань,
Калининград,
Качканар (Свердловская область),  
Благовещенск
Королёв,
Кострома,
Краснодар,
Красноярск,
Липецк,
Мурманск,
Нижний Новгород,
Новосибирск,
Петрозаводск,
Псков,
Ростов-на-Дону,
Рязань,
Сыктывкар,
Томск,
Уфа,
Челябинск,
Ярославль.,
Ревда (Свердловская область).

## СМИ об акции «Сухая попа»
- Сухая попа. О памперсе как символе милосердия (недоступная ссылка). // «Новая газета», № 73 от 3 октября 2005
- Можно ли беспокоить Зурабова по вопросам детских поп. // «Новая газета», № 40-41 от 1 июня 2006
- «Сухая попа» снова собрала десятки тысяч подгузников, но не может достучаться до Государственной думы. // REGNUM, 3 декабря 2008
- О тех, кого не целуют на ночь. // «Российская газета», № 5083 (4) от 14 января 2010